# Johnny & Mary
Johnny & Mary was de naam van het gelegenheidsduo waaronder de Zangeres Zonder Naam en Johnny Hoes duetten opnamen. Het duo stond in 1965 één week op nummer 40 in de Nederlandse Top 40 met hun hit De voddenraper van Parijs.

## Biografie
In 1957 ontdekte Johnny Hoes de zangeres Mary Servaes-Bey. Hij bedacht voor haar de naam Zangeres Zonder Naam. Hoewel Hoes voornamelijk als haar producer, componist en tekstschrijver optrad, namen de twee ook af en toe duetten op. Ondanks Mary's bekendheid als de Zangeres Zonder Naam, deden ze dit onder hun echte voornamen, hoewel Mary eigenlijk Maria heette of Rietje werd genoemd.
Als duo namen ze hun eerste singles op in 1964 en '65. De bekendste hiervan is De voddenraper van Parijs. Na het nummer Parijs bij nacht uit 1966 duurde het tot eind 1969 voordat er weer nieuwe duetten uitgebracht werden. In deze periode verschenen Zwijgen is goud, De vrachtwagenchauffeur en Een roos kan niet zonder zonneschijn. Daarna gingen er weer een paar jaar voorbij voordat in 1973 een serie van vijf nieuwe singles verscheen. Eén daarvan was een heruitgave van De vrachtwagenchauffeur, maar ook deze keer bleven alle nummers buiten de grote bekendheid. Niet lang daarna verschenen de eerste albums die volledig uit duetten tussen de twee bestonden. Dit waren Witte klompen en andere levensliedjes en De vrachtwagenchauffeur.
Tot 1977 volgden nog incidenteel een paar singles. Het laatste dat het duo uitbracht, was de single Je bent niemand... en het verzamelalbum De vrachtwagenchauffeur en andere successen uit 1977. Datzelfde jaar gingen Johnny Hoes en Mary Servaes uit elkaar en verruilde Mary Johnny's platenmaatschappij Telstar voor Bovema. Daarmee was het ook afgelopen met Johnny & Mary als duo. Wel verscheen in 1981 nog het nummer Daar bij die molen. Dat nummer werd heruitgegeven in de Dubbel Goud-serie, een reeks singles met oude nummers van de Zangeres Zonder Naam, waaronder ook duetten met Johnny Hoes en haar broer Jerry Bey. Ten slotte zijn er drie verzamelcd's uitgeven van Johnny & Mary.
Mary Servaes overleed op 23 oktober 1998 op 79-jarige leeftijd in een verpleegtehuis te Horn aan een hartstilstand. Johnny Hoes overleed op 23 juli 2011 op 94-jarige leeftijd in een ziekenhuis in Weert.

## Bezetting
- Johnny Hoes
- Mary Servaes

## Discografie

### Singles
| Single met eventuele hitnotering(en) in de Nederlandse Top 40 | Datum van verschijnen | Datum van binnenkomst | Hoogste positie | Aantal weken | Opmerkingen |
| ------------------------------------------------------------- | --------------------- | --------------------- | --------------- | ------------ | ----------- |
| De voddenraper van Parijs                                     |                       | 13-2-1965             | 40              | 1            |             |